# 郡上八幡駅
郡上八幡駅（ぐじょうはちまんえき）は、岐阜県郡上市八幡町稲成（）にある、長良川鉄道越美南線の駅である。駅番号は25。郡上市の代表駅であり、越美南線内においても列車運行上の要となっている。

## 歴史

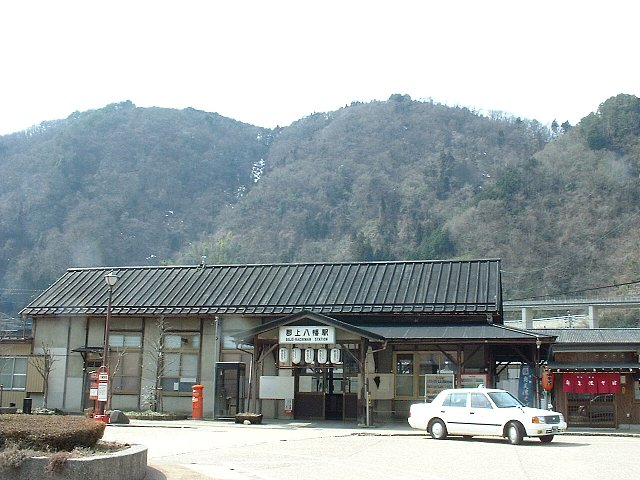
リニューアル前の駅舎（2006年2月）

- 1929年（昭和4年）12月8日：鉄道省越美南線深戸駅 - 当駅間開通時に終着駅として開設[1][3][4][6]。旅客・貨物取扱開始[7]。
- 1932年（昭和7年）7月9日：当駅 - 美濃弥富駅（現・郡上大和駅）間延伸[3]。同時に下り線ホームに待合所新設[6]。
- 1965年（昭和40年）10月25日：昭和天皇・香淳皇后が第20回国民体育大会に合わせて県内を行幸啓。当駅着発お召し列車運行[8]。
- 1974年（昭和49年）10月1日：貨物取扱廃止[3][7]。
- 1984年（昭和59年）2月1日：荷物扱い廃止[7]。
- 1986年（昭和61年）12月11日：越美南線が長良川鉄道へ転換、同社の駅となる[3][5][7][9]。
- 1993年（平成5年）12月11日：「ふるさとの鉄道館」開館[10]。
- 2015年（平成27年）8月4日：駅舎等の建造物が国の登録有形文化財に登録（後述）[6]。
- 2017年（平成29年）4月28日：駅舎が開業時の外観に復元・リニューアルされる[6][11]。

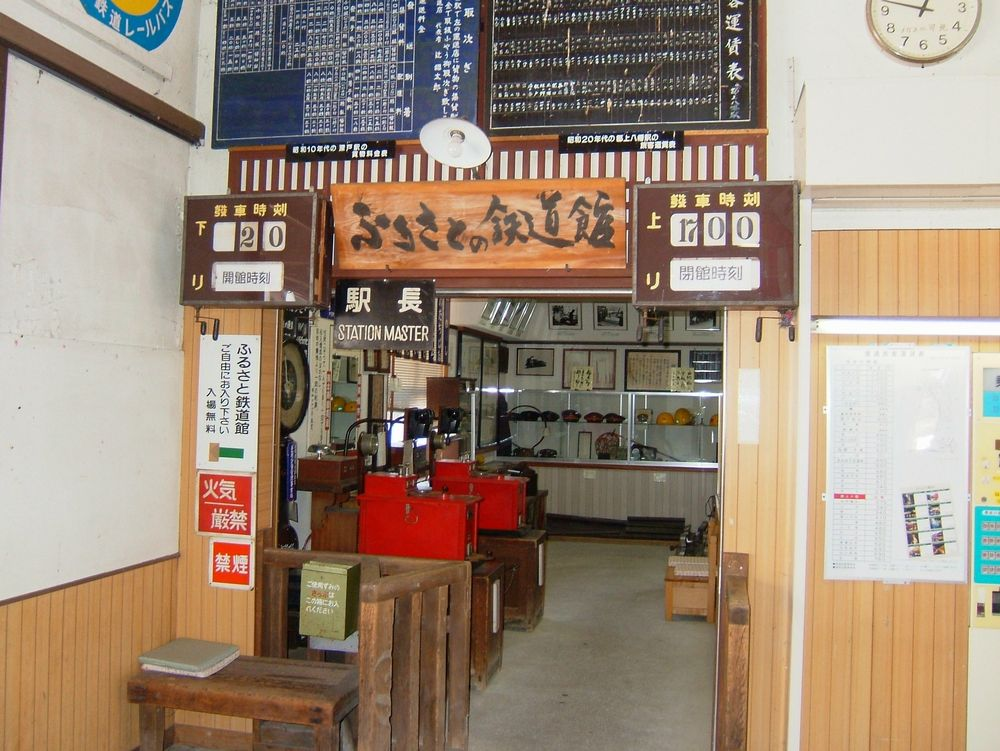
ふるさとの鉄道館（2006年4月）

## 駅構造

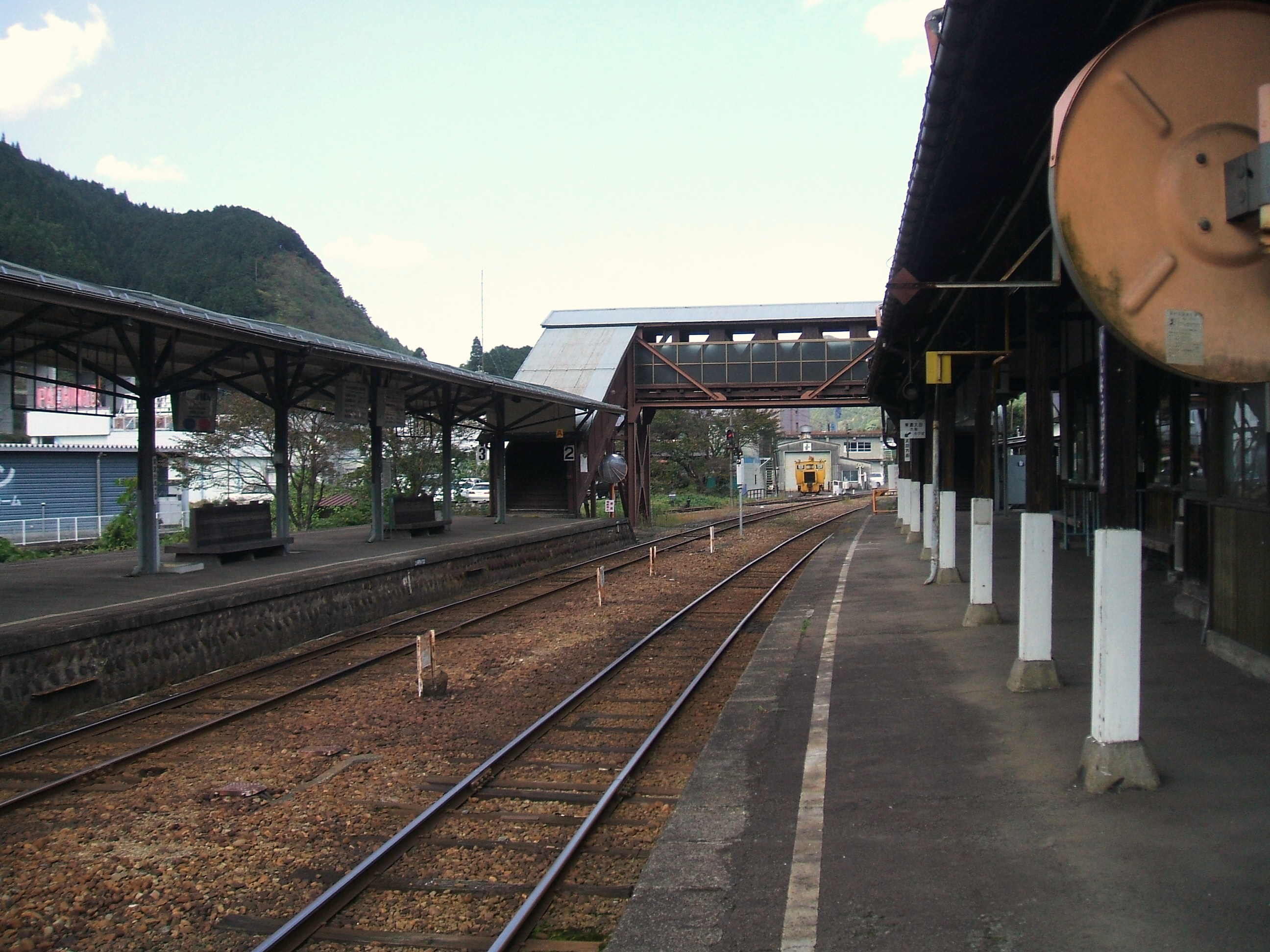
構内（2009年10月、奥が北濃方面）

単式・島式ホーム2面3線を有する地上駅。駅舎側が単式ホームで、両ホームは跨線橋で連絡している。ホーム側面は玉石積み構造が残されている。木造駅舎を備える。
駅舎は、開設当時の建物（木造平屋建）を数度の改修を経ながら使用している本屋の他、信号関連機器を保管していた灯室等も残されている。
駅舎内で国鉄時代に実際に使用した鉄道用品等を展示していた「ふるさとの鉄道館」、駅舎に隣接して営業していた喫茶店「あじさいのはな」はいずれも駅舎リニューアルの際に閉鎖され、その場所は観光案内所やカフェ、売店となっている。
文化財
2015年に国の登録有形文化財として登録されたものは以下の通り。
- 本屋及び上りプラットホーム[4][6][12]
- 跨線橋[6][13]
- 下りプラットホーム及び待合所[6][14]
- 物置及び梃子上屋（てこうわや）[6][15]

### のりば
| のりば | 路線      | 方向           | 行先                                     |
| ------ | --------- | -------------- | ---------------------------------------- |
| 1      | ■越美南線 | 上り           | みなみ子宝温泉・美濃市・関・美濃太田方面 |
| 2      | ■越美南線 | 下り           | 美濃白鳥・北濃方面                       |
| 3      | ■越美南線 | （予備ホーム） | （予備ホーム）                           |

付記事項
- 2番のりばには美濃太田寄りにも出発信号機を設置しているため、両方向への出発が可能だが、毎日1往復存在する美濃太田 - 当駅間の列車は2番のりばに到着後、一度北濃方面に引上げて1番のりばに転線するため、2番のりばから発車する上り定期列車は存在しない。
- 3番のりばから発車する定期列車は存在しないが、観光列車ながらの運転日には、郡上八幡止まりの鮎号が折返し発車待ちの間に停車している。

## 利用状況
| 年度               | 1日平均乗車人員 |
| ------------------ | --------------- |
| 2011年（平成23年） | 138             |
| 2012年（平成24年） | 155             |
| 2013年（平成25年） | 170             |
| 2014年（平成26年） | 159             |
| 2015年（平成27年） | 137             |

## 駅周辺

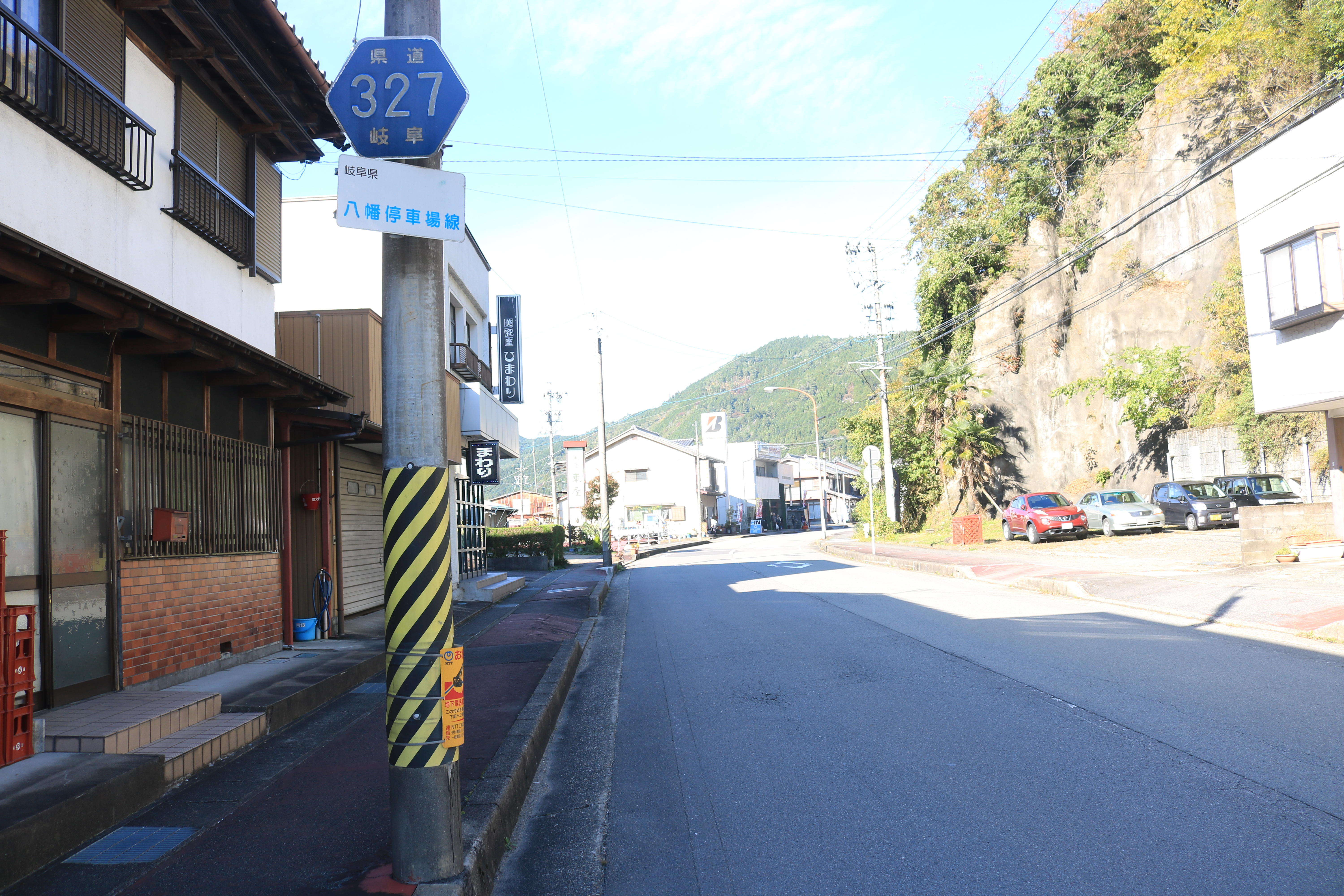
駅前の東側を通る岐阜県道327号八幡停車場線、郡上市八幡町城南町にて

駅北側で吉田川が長良川に注ぎ、吉田川沿いに郡上八幡の市街地が広がっている。当駅は市街地からやや南に離れた長良川沿いに位置する。駅前から市街地を巡回するコミュニティバス（まめバス）が運行されている。
- 長良川[1]
- 吉田川[1]
- 郡上八幡地方合同庁舎
- 郡上市民病院
- 国道156号
- 国道256号
- 岐阜県道327号八幡停車場線
- 東海北陸自動車道 郡上八幡IC - 駅から北に約1.8km。郡上八幡バスストップを併設。

## バス路線
郡上市自主運行バス
- 相生線

白鳥交通
- 郡上八幡白鳥線
- 荘川白川郷線 (運休中)
- 白鳥ひるがの線

八幡バス
- 明宝線
- 和良線
- コミュニティーバスまめバス

岐阜バス
- 高速岐阜八幡線[16]

## 隣の駅
長良川鉄道
■越美南線
相生駅（24） - 郡上八幡駅（25） - 自然園前駅（26）